# Pintoa
Pintoa is een geslacht van vliesvleugeligen uit de familie Trichogrammatidae. De wetenschappelijke naam van dit geslacht is voor het eerst geldig gepubliceerd in 1988 door Viggiani.

## Soorten
Het geslacht Pintoa is monotypisch en omvat slechts de volgende soort:
- Pintoa nearctica Viggiani, 1988